# Nurmisaari (ö i Norra Savolax, Varkaus)
Nurmisaari är en ö i Finland. Den ligger i sjön Kallavesi och i sjön Kallavesi och i  kommunen Leppävirta i den ekonomiska regionen  Varkaus ekonomiska region  och landskapet Norra Savolax, i den centrala delen av landet, 300 km nordost om huvudstaden Helsingfors. Öns area är 27,8 hektar och dess största längd är 0,8 kilometer i nord-sydlig riktning.